# EGLN2
EGLN2‏ (Egl-9 family hypoxia inducible factor 2) هوَ بروتين يُشَفر بواسطة جين EGLN2 في الإنسان.